# پارک کوانگ هو
پارک کوانگ هو ( 박광호، متولد ۱۹۴۹) یک سیاستمدار اهل کره شمالی و رئیس وزارت روشنگری مردم و پروپاگاندا بود. ری ایل هوان جایگزین او شد.'